# ファースト・シングス・ファースト
ファースト・シングス・ファースト（First Things First）は、グラフィックデザイン業界を中心にしてこれまでに二度にわたって発表されたマニフェストの名称である。いずれも視覚伝達を専門的に扱う職能として、社会的な価値体系との関わりについて問題を提起している。

## ファースト・シングス・ファースト1964
ファースト・シングス・ファースト1964マニフェスト（2000年ヴァージョンの起草によりこう呼ばれる）は、英国のデザイナー、ケン・ガーランドによって1963年11月29日に起草され、1964年に発表されたマニフェストである。400名以上のグラフィックデザイナーやアーティストの賛同を得た。また左派の下院議員トニー・ベンもこれを支持し、ベンはガーディアン紙にこれを全文掲載した。
豊かさを享受した60年代の英国において怠惰になり批評性を失ったデザインを、再びラディカルなものにすることを主張している。批評理論、フランクフルト学派および同時代のカウンター・カルチャーに拠り所を求め、デザインは決して中立で価値体系から自由なプロセスではないという主張を明瞭に表明している。
素朴に商活動のみに関心を寄せる消費文化に反対する議論の中心となり、グラフィックデザイン理論における人間主義的な領域に脚光を当てることとなった。

### 1964年ヴァージョンに署名した22名
- エドワード・ライト（Edward Wright）
- ジェフリー・ホワイト（Geoffrey White）
- ウィリアム・スラック（William Slack）
- キャロリン・ロレンス（Caroline Rawlence）
- イアン・マクラーレン（Ian McLaren）
- サム・ランバート（Sam Lambert）
- イヴォル・カムリッシュ（Ivor Kamlish）
- ジェラルド・ジョーンズ（Gerald Jones）
- バーナード・ヒグトン（Bernard Higton）
- ブライアン・グリムブリ（Brian Grimbly）
- ジョン・ガーナー（John Garner）
- ケン・ガーランド（Ken Garland）
- アンソニー・フロシャウグ（Anthony Froshaug）
- ロビン・フィオール（Robin Fior）
- ジェルマノ・ファチェッティ（Germano Facetti）
- イヴァン・ドッド（Ivan Dodd）
- ハリエット・クラウダー（Harriet Crowder）
- アンソニー・クリフト（Anthony Clift）
- ジェリー・シナモン（Gerry Cinamon）
- ロバート・チャップマン（Robert Chapman）
- レイ・カーペンター（Ray Carpenter）
- ケン・ブリッグス（Ken Briggs）

## ファースト・シングス・ファースト2000
ファースト・シングス・ファースト2000マニフェストは1999年に雑誌Adbustersが主体となって起案された。これは1964年のケン・ガーランドによるマニフェストのアップデート・ヴァージョンである。
2000年のマニフェストは世界各国の著名グラフィック・デザイナー33名が署名をしている。カナダのAdbusters誌に加えて、Emigre誌、アメリカのAIGA Journal of Graphic Design誌、Eye誌no. 33 vol. 8, Autumn 1999、英国のBlueprint誌、さらにオランダのItems誌で同時に発表された。マニフェストはこの後さらに多くの世界中の雑誌や書籍で紹介され、翻訳も行われている。ねらいはデザイン教育やメディアにおいて職能としてのグラフィックデザインのプライオリティに関する議論を提起することである。議論を歓迎するデザイナーもいれば、マニフェストへの賛同を拒否する者もあった。
価値体系から解放された（value-free）デザインに関する議論は、この業界では、デザインに価値体系との積極的な関わりを認める者と、理想的には価値基準から解放されるべきだと考える者の間で古くから続いているものである。デザインが価値体系から自由になれるはずだと信じている者は、グラフィックデザイナーは政治的な問題に関わるべき、とする考えを拒否する。そうでない者は、デザイナーは批判的な立場を保つべきであり、仕事の選択において立場を明確にするべきだと考えている。
後者の場合に考慮されるのは、たとえば、問題があると考えられる企業や製品のプロモートを断る、といった判断である。この立場に問題視されている対象にはたとえばタバコ産業、軍需産業等が含まれる。Adbusters誌はこうした立場を積極的に表明しており、デトゥルヌマン（detournement，芸術において作品を二次的に利用し、文脈の移し替えなどを利用する技法）あるいはカルチャー・ジャミングへの関わりにおいてこの傾向が顕著であるといわれる。

### 2000年ヴァージョンに署名した33名
- ジョナサン・バーンブルック（Jonathan Barnbrook）
- ニック・ベル（Nick Bell）
- アンドリュー・ブラウフェルト（Andrew Blauvelt）
- ハンス・ボクティング（Hans Bockting）
- イルマ・ブーム（Irma Boom）
- シーラ・ルヴラン・ド・ブレトヴィル（Sheila Levrant de Bretteville）
- マックス・ブルインスマ（Max Bruinsma）
- シアン・クック（Siân Cook）
- リンダ・ヴァン・ドイルセン（Linda van Deursen）
- クリス・ディクソン（Chris Dixon）
- ウィリアム・ドレンテル（William Drenttel）
- ゲルト・ダンバー（Gert Dumbar）
- シモン・エスタソン（Simon Esterson）
- ヴィンス・フロスト（Vince Frost）
- ケン・ガーランド（Ken Garland）
- ミルトン・グレイザー（Milton Glaser）
- ジェシカ・ヘルファンド（Jessica Helfand）
- スティーヴン・ヘラー（Steven Heller）
- アンドリュー・ハワード（Andrew Howard）
- チボー・カルマン（Tibor Kalman）
- ジェフリー・キーディ（Jeffery Keedy）
- ズズーナ・リッコ（Zuzana Licko）
- エレン・ラプトン（Ellen Lupton）
- キャサリン・マッコイ（Katherine McCoy）
- アルマン・メヴィス（Armand Mevis）
- J・アボット・ミラー（J. Abbott Miller）
- リック・ポイナー（Rick Poynor）
- リュシアンヌ・ロベール（Lucienne Roberts）
- エリック・シュピーカーマン（Erik Spiekermann）
- ヤン・ファン・トールン（Jan van Toorn）
- ティール・トリッグス（Teal Triggs）
- ルディ・ヴァンダーランス（Rudy VanderLans）
- ボブ・ウィルキンソン（Bob Wilkinson）